# Linescio
Linescio est une commune suisse du canton du Tessin, située dans le district de Vallemaggia.